# Azteca trigona
Azteca trigona är en myrart som beskrevs av Carlo Emery 1893. Azteca trigona ingår i släktet Azteca och familjen myror.

## Underarter
Arten delas in i följande underarter:
- A. t. gaigei
- A. t. mathildae
- A. t. mediops
- A. t. subdentata
- A. t. trigona